# Pseudacris
Pseudacris és un gènere de granotes de la família dels hílids que es troba a Nord-amèrica, a l'est de les muntanyes Rocoses (des de la Badia de Hudson fins al Golf de Mèxic).

## Taxonomia
- Pseudacris brachyphona
- Pseudacris brimleyi
- Pseudacris cadaverina
- Pseudacris clarkii
- Pseudacris crucifer
- Pseudacris feriarum
- Pseudacris maculata
- Pseudacris nigrita
- Pseudacris ocularis
- Pseudacris ornata
- Pseudacris regilla
- Pseudacris streckeri
- Pseudacris triseriata